# William Frank Vinen
William Frank Vinen, genannt Joe, (* 15. Februar 1930 in Watford; † 8. Juni 2022 in Birmingham) war ein britischer Physiker, der sich mit Supraflüssigkeit, Supraleitern, zweidimensionalen elektronischen Festkörper-Systemen und Hydrodynamik befasste. Er war Professor an der University of Birmingham.
Vinen besuchte bis 1948 die Watford Grammar School, war 1947/49 bei der Royal Air Force und studierte ab 1949 an der Universität Cambridge (Clare College) mit dem Bachelorabschluss 1952, dem Masterabschluss in Physik 1955 und der Promotion 1956. Er war bis 1958 Research Fellow am Clare College und ab 1958 University Demonstrator und Fellow des Pembroke College. 1962 wurde er Professor an der Universität Birmingham, wo er ab 1973 Poynting Professor war und von 1973 bis 1981 die Physik-Fakultät leitete. 1997 emeritierte er.
1964 war er Gastprofessor an der University of Illinois at Urbana-Champaign. Ab 1999 hatte er eine Ehren-Gastprofessur an der University of Oregon.
Er untersuchte das Verhalten der Wirbellinien in flüssigem Helium und quantisierter Flusslinien in Typ-2-Supraleitern, untersuchte den supraflüssigen Phasenübergang von flüssigem Helium mit Lichtstreuung und hochauflösender Spektroskopie und studierte zweidimensionale Systeme von Elektronen und Ionen. Außerdem studierte er klassische und Quanten-Turbulenz.
2005 erhielt er die Guthrie Medal (heute Faraday Medal) des Institute of Physics (IOP) für herausragende Beiträge zu Supraleitern und Supraflüssigkeiten, speziell für die Beobachtung und Messung quantisierter Wirbel in supraflüssigem Helium, die erste direkte Bestätigung der Anwendbarkeit der Quantenmechanik auf makroskopische Körper. 1980 erhielt er die Rumford Medal, 1978 die Holweck-Medaille und 1963 den Simon Memorial Prize des IOP.
1973 wurde er Fellow der Royal Society und stand dessen Education Committee vor. Er war Fellow des Institute of Physics (1980) und wurde 2003 dessen Ehren-Fellow. 2008 wurde er Ehrendoktor der Karls-Universität Prag. Er war seit 1989 Mitglied der Academia Europaea.
Er war im Leitungsrat der University of Coventry und war deren Ehren-Fellow auf Lebenszeit. Außerdem war er im Leitungsrat der Open University.
Er war seit 1960 verheiratet und hatte einen Sohn und eine Tochter.